# Lithosia clarivenata
Lithosia clarivenata är en fjärilsart som beskrevs av Gottfried Christian Reich 1937. Lithosia clarivenata ingår i släktet Lithosia och familjen björnspinnare. Inga underarter finns listade i Catalogue of Life.